# Вибори Президента України 2019

Результати першого туру за округами:
Володимир Зеленський
Петро Порошенко
Юлія Тимошенко
Юрій Бойко
Вибори не відбувалися у зв'язку з війною на Донбасі та окупацією Криму

Вибори Президента України 2019 — чергові, сьомі за рахунком вибори Президента України, перший тур яких відбувся 31 березня 2019 року, другий — 21 квітня 2019 року.
Орієнтовна кількість виборців, які мали право голосу на цих виборах, становить 30,2 млн осіб. Чисельність виборців, внесених до списків виборців на виборчих дільницях, на яких голосування було організовано та проведено — 30 105 004 особи, кількість виборчих дільниць — 29 989.
За результатами першого туру до другого туру вийшли Володимир Зеленський і Петро Порошенко.
7 квітня 2019 року ЦВК офіційно оголосила результати першого туру президентських виборів: Зеленський — 30,24 % голосів, Порошенко — 15,95 %.
21 квітня 2019 року відбувся другий тур виборів Президента України. За результатами підрахунку 100 % протоколів, переможцем став Володимир Зеленський із 73,22 % голосів, у той час як чинний Президент України Петро Порошенко отримав 24,45 %.
Вибори Президента України обійшлися держбюджету у 2,4 млрд гривень.

## Порядок проведення виборів 2019
Постанова про проведення виборів президента (реєстраційний номер 9342) опублікована у спецвипуску «Голос України» 28 листопада 2018 року. Виборча кампанія почалася 31 грудня 2018 року. З цього дня почалась реєстрація кандидатів у ЦВК і передвиборна агітація, яка завершилася опівночі останньої п'ятниці перед голосуванням. 3 лютого 2019 року прийом документів завершено. 9 лютого 2019 року було оголошено список претендентів на пост глави держави (44 кандидати). ЦВК відмовлено в реєстрації більш ніж 40 кандидатам. До 7 березня включно 5 кандидатів скористалися правом зняти свої кандидатури. Таким чином, 8 березня ЦВК затвердила текст бюлетеня з 39 кандидатами.
Перший тур голосування відбувся 31 березня, виборчі дільниці працювали з 8:00 до 20:00. Одразу після закриття дільниць екзит-поли оголосили результати своїх опитувань. Остаточні офіційні результати оголошено 10 квітня.
Другий тур відбувся 21 квітня, публікація результатів до 4 травня. Протоколи ЦВК публікуються в газетах «Голос України» й «Урядовий кур'єр».
До 3 червня 2019 року новообраний президент вступає у повноваження зі складенням присяги на урочистому засіданні Верховної Ради України.

## Законодавчі параметри
Порядок виборів Президента України визначається відповідними статтями чинної Конституції України, а також Законом України «Про вибори Президента України».
Стаття 103. Президент України обирається громадянами України на основі загального, рівного і прямого виборчого права шляхом таємного голосування строком на п'ять років.
Президентом України може бути обраний громадянин України, який досяг тридцяти п'яти років, має право голосу, проживає в Україні протягом десяти останніх перед днем виборів років та володіє державною мовою. Одна й та сама особа не може бути Президентом України більше ніж два строки підряд.
Стаття 104. Новообраний Президент України вступає на пост не пізніше ніж через тридцять днів після офіційного оголошення результатів виборів, з моменту складення присяги народові на урочистому засіданні Верховної Ради України.

### Вартість реєстрації
Для подання своєї кандидатури у ЦВК потрібно було внести грошову заставу в розмірі 2,5 млн гривень. Грошова застава повертається кандидату на посаду президента у двох випадках: або в разі перемоги на виборах, або в разі виходу до другого туру. Всім іншим учасникам виборів гроші не повертаються, вони йдуть до Державного бюджету. Не менш важливим є наявність у кандидата відкритого накопичувального рахунку в гривнях для фінансування передвиборної агітації. Кандидат у президенти повинен надати декларацію про доходи за минулий рік для перевірки Національним агентством з питань запобігання корупції.

## Територіальні виборчі округи
На засіданні Центральної виборчої комісії 12 лютого 2019 року після визначення комісії з округами на окупованих та непідконтрольних територіях було остаточно затверджено перелік територіальних виборчих округів, які в основному збігаються із ТВО на Парламентських виборах 2012 року.
ЦВК постановила, що голосування не буде проводитись на території АР Крим та міста Севастополя (окуповані та анексовані Російською Федерацією), а також на територіях, визнаних тимчасово окупованими в Донецькій та Луганській областях.
Таким чином, загальна кількість територіальних виборчих округів становить 200, разом із Закордонним виборчим округом, вони охоплюють приблизно 29746 виборчих дільниць.

## Кандидати
| Фото                      | ПІБ | Суб'єкт висування                                                 | Місце роботи, посада, партійність, місце проживання | Дата реєстрації |
| ------------------------- | --- | ----------------------------------------------------------------- | --- | --------------- |
|                           | Балашов Геннадій Вікторович Відомості про кандидата [Архівовано 3 квітня 2019 у Wayback Machine.]         | 5.10                                                              | фізична особа — підприємець, член політичної партії «5.10», проживає в Києві | 18 січня 2019   |
|                           | Безсмертний Роман Петрович Відомості про кандидата [Архівовано 3 квітня 2019 у Wayback Machine.]          | самовисування                                                     | доцент кафедри міжнародних відносин Київського національного університету культури і мистецтв, безпартійний, проживає в Києві | 4 лютого 2019   |
|                           | Богомолець Ольга Вадимівна Відомості про кандидата [Архівовано 3 квітня 2019 у Wayback Machine.]          | самовисування                                                     | народний депутат України, голова Комітету Верховної Ради України з питань охорони здоров'я, безпартійна, проживає в Києві | 18 січня 2019   |
|                           | Богословська Інна Германівна Відомості про кандидата [Архівовано 3 квітня 2019 у Wayback Machine.]        | самовисування                                                     | директор Всеукраїнської громадської організації «Віче України», безпартійна, проживає в Харкові | 30 січня 2019   |
|                           | Бойко Юрій Анатолійович Відомості про кандидата [Архівовано 3 квітня 2019 у Wayback Machine.]             | самовисування                                                     | народний депутат України, член політичної партії «Опозиційний блок», проживає в Рубіжному Луганської області | 22 січня 2019   |
|                           | Бондар Віктор Васильович Відомості про кандидата [Архівовано 3 квітня 2019 у Wayback Machine.]            | Відродження                                                       | народний депутат України, член політичної партії «Відродження», проживає в смт Гостомель міста Ірпінь Київської області | 4 лютого 2019   |
|                           | Ващенко Олександр Михайлович Відомості про кандидата [Архівовано 3 квітня 2019 у Wayback Machine.]        | самовисування                                                     | голова правління громадської організації «Влада народу», безпартійний, проживає в Києві | 7 лютого 2019   |
| Вілкул Олександр Юрійович | Вілкул Олександр Юрійович Відомості про кандидата [Архівовано 3 квітня 2019 у Wayback Machine.]           | Опозиційний блок — Партія миру та розвитку                        | народний депутат України, заступник Голови депутатської фракції Політичної партії «Опозиційний блок» у Верховній Раді України восьмого скликання, член політичної партії «Опозиційний блок — Партія миру та розвитку», проживає в Дніпрі | 25 січня 2019   |
|                           | Габер Микола Олександрович Відомості про кандидата [Архівовано 3 квітня 2019 у Wayback Machine.]          | самовисування                                                     | голова та член політичної партії «Патріотична партія України», проживає в Києві | 1 лютого 2019   |
|                           | Гриценко Анатолій Степанович Відомості про кандидата [Архівовано 3 квітня 2019 у Wayback Machine.]        | Громадянська позиція                                              | доцент кафедри політології Національного університету «Києво-Могилянська академія», член політичної партії «Громадянська позиція», проживає в Києві | 15 січня 2019   |
|                           | Данилюк Олександр Володимирович Відомості про кандидата [Архівовано 3 квітня 2019 у Wayback Machine.]     | самовисування                                                     | керівник громадської організації «Центр оборонних реформ», член політичної партії «Громадянський рух „Спільна справа“», проживає в Києві | 28 січня 2019   |
|                           | Дерев'янко Юрій Богданович Відомості про кандидата [Архівовано 3 квітня 2019 у Wayback Machine.]          | Воля                                                              | народний депутат України, член політичної партії «Воля», проживає в Києві | 1 лютого 2019   |
|                           | Журавльов Василь Миколайович Відомості про кандидата [Архівовано 3 квітня 2019 у Wayback Machine.]        | Стабільність                                                      | голова громадської організації «Федерація футболу м. Маріуполя», член політичної партії «Стабільність», проживає в смт Старий Крим міста Маріуполя Донецької області | 6 лютого 2019   |
|                           | Зеленський Володимир Олександрович Відомості про кандидата [Архівовано 2 квітня 2019 у Wayback Machine.]  | Слуга народу                                                      | художній керівник ТОВ «Квартал 95», безпартійний, проживає в Києві | 30 січня 2019   |
|                           | Каплін Сергій Миколайович Відомості про кандидата [Архівовано 3 квітня 2019 у Wayback Machine.]           | Соціал-демократична партія                                        | народний депутат України, безпартійний, проживає в селі Опришках Глобинського району Полтавської області | 8 січня 2019    |
|                           | Кармазін Юрій Анатолійович Відомості про кандидата [Архівовано 3 квітня 2019 у Wayback Machine.]          | самовисування                                                     | президент громадської організації «Інститут права і суспільства», член політичної партії «Партія захисників Вітчизни», проживає в Києві | 7 лютого 2019   |
|                           | Кива Ілля Володимирович Відомості про кандидата [Архівовано 3 квітня 2019 у Wayback Machine.]             | Соціалістична партія України                                      | голова Всеукраїнської профспілки МВС України, голова та член політичної партії «Соціалістична партія України», проживає в Києві | 25 січня 2019   |
|                           | Корнацький Аркадій Олексійович Відомості про кандидата [Архівовано 3 квітня 2019 у Wayback Machine.]      | самовисування                                                     | народний депутат України, безпартійний, проживає в селі Чаусове Друге Первомайського району Миколаївської області | 25 січня 2019   |
|                           | Кошулинський Руслан Володимирович Відомості про кандидата [Архівовано 3 квітня 2019 у Wayback Machine.]   | Всеукраїнське об'єднання «Свобода»                                | голова секретаріату та член політичної партії «Всеукраїнське об'єднання „Свобода“», проживає у Львові | 28 січня 2019   |
|                           | Кривенко Віктор Миколайович Відомості про кандидата [Архівовано 3 квітня 2019 у Wayback Machine.]         | Народний рух України                                              | народний депутат України, заступник голови Комітету Верховної Ради України з питань бюджету, член політичної партії «Народний рух України», проживає в смт Курилівка Петриківського району Дніпропетровської області | 5 лютого 2019   |
|                           | Купрій Віталій Миколайович Відомості про кандидата [Архівовано 3 квітня 2019 у Wayback Machine.]          | самовисування                                                     | народний депутат України, заступник голови Комітету Верховної Ради України з питань законодавчого забезпечення правоохоронної діяльності, безпартійний, проживає в Києві | 15 січня 2019   |
|                           | Литвиненко Юлія Леонідівна Відомості про кандидата [Архівовано 3 квітня 2019 у Wayback Machine.]          | самовисування                                                     | тимчасово не працює, безпартійна, проживає в Києві | 7 лютого 2019   |
|                           | Ляшко Олег Валерійович Відомості про кандидата [Архівовано 3 квітня 2019 у Wayback Machine.]              | Радикальна партія Олега Ляшка                                     | народний депутат України, голова фракції Радикальної партія Олега Ляшка у Верховній Раді України VIII скликання, член політичної партії «Радикальна партія Олега Ляшка», проживає в Києві | 25 січня 2019   |
|                           | Мороз Олександр Олександрович Відомості про кандидата [Архівовано 3 квітня 2019 у Wayback Machine.]       | Соціалістична партія Олександра Мороза                            | пенсіонер, член політичної партії «Соціалістична партія Олександра Мороза», проживає в Києві | 25 січня 2019   |
|                           | Наливайченко Валентин Олександрович Відомості про кандидата [Архівовано 3 квітня 2019 у Wayback Machine.] | Громадсько-політичний рух Валентина Наливайченка «Справедливість» | голова та член політичної партії «Громадсько-політичний рух Валентина Наливайченка „Справедливість“», проживає в Києві | 8 січня 2019    |
|                           | Насіров Роман Михайлович Відомості про кандидата [Архівовано 3 квітня 2019 у Wayback Machine.]            | самовисування                                                     | президент громадської організації «Федерація Дзюдо України», безпартійний, проживає в Києві | 21 січня 2019   |
|                           | Новак Андрій Яремович Відомості про кандидата [Архівовано 3 квітня 2019 у Wayback Machine.]               | Патріот                                                           | тимчасово не працює, член політичної партії «Патріот», проживає в Коломиї Івано-Франківської області | 6 лютого 2019   |
|                           | Носенко Сергій Михайлович Відомості про кандидата [Архівовано 3 квітня 2019 у Wayback Machine.]           | самовисування                                                     | старший керуючий директор ТОВ «Інтернешнл Інвестмент Партнерс Україна», безпартійний, проживає в Києві | 5 лютого 2019   |
|                           | Петров Володимир Володимирович Відомості про кандидата [Архівовано 3 квітня 2019 у Wayback Machine.]      | самовисування                                                     | продюсер ТОВ «Люмпен Продакшн», безпартійний, проживає в Києві | 7 лютого 2019   |
|                           | Порошенко Петро Олексійович Відомості про кандидата [Архівовано 3 квітня 2019 у Wayback Machine.]         | самовисування                                                     | президент України, безпартійний, проживає в Києві | 7 лютого 2019   |
|                           | Ригованов Руслан Олександрович Відомості про кандидата [Архівовано 3 квітня 2019 у Wayback Machine.]      | самовисування                                                     | виконувач обов'язків начальника державного підприємства «Севастопольський морський рибний порт», безпартійний, проживає в Горлівці Донецької області | 5 лютого 2019   |
|                           | Скоцик Віталій Євстафійович Відомості про кандидата [Архівовано 3 квітня 2019 у Wayback Machine.]         | самовисування                                                     | голова громадської організації «Аграрна платформа Віталія Скоцика», безпартійний, проживає в Києві | 8 січня 2019    |
|                           | Смешко Ігор Петрович Відомості про кандидата [Архівовано 3 квітня 2019 у Wayback Machine.]                | самовисування                                                     | професор кафедри міжнародних медіакомунікацій та комунікативних технологій Інституту міжнародних відносин Київського національного університету імені Тараса Шевченка, член політичної партії «Сила і честь», проживає в Києві | 30 січня 2019   |
|                           | Соловйов Олександр Миколайович Відомості про кандидата [Архівовано 3 квітня 2019 у Wayback Machine.]      | Розумна сила                                                      | заступник директора ТОВ «Юридична компанія „ФЕБ“», член політичної партії «Розумна сила», проживає в Києві | 8 лютого 2019   |
|                           | Тарута Сергій Олексійович Відомості про кандидата [Архівовано 3 квітня 2019 у Wayback Machine.]           | Основа                                                            | народний депутат України, член політичної партії «Основа», проживає в Маріуполі | 29 січня 2019   |
|                           | Тимошенко Юлія Володимирівна Відомості про кандидата [Архівовано 3 квітня 2019 у Wayback Machine.]        | Всеукраїнське об'єднання «Батьківщина»                            | народний депутат України, голова фракції політичної партії «Всеукраїнське об'єднання „Батьківщина“» у Верховній Раді України VIII скликання, член Комітету Верховної Ради України з питань прав людини, національних меншин і міжнаціональних відносин, член політичної партії «Всеукраїнське об'єднання „Батьківщина“», проживає в смт Козині Обухівського району Київської області | 25 січня 2019   |
|                           | Тимошенко Юрій Володимирович Відомості про кандидата [Архівовано 3 квітня 2019 у Wayback Machine.]        | самовисування                                                     | народний депутат України, член Комітету Верховної Ради України з питань запобігання і протидії корупції, безпартійний, проживає в Коломиї Івано-Франківської області | 6 лютого 2019   |
|                           | Шевченко Ігор Анатолійович Відомості про кандидата [Архівовано 3 квітня 2019 у Wayback Machine.]          | самовисування                                                     | президент благодійної організації «Успішна Україна», безпартійний, проживає в Києві | 4 січня 2019    |
|                           | Шевченко Олександр Леонідович Відомості про кандидата [Архівовано 3 квітня 2019 у Wayback Machine.]       | УКРОП                                                             | народний депутат України, член політичної партії «УКРОП», проживає в селі Поляниця міста Яремче Івано-Франківської області | 21 січня 2019   |

### Зняті кандидатури
Згідно із законом, кандидат в президенти може зняти з реєстрації свою кандидатуру за власним бажанням або через втрату працездатності. У зв'язку з цим не пізніше ніж за 23 дні (до 7 березня включно) до дня виборів він може звернутися в ЦВК з відповідною заявою. Цим правом скористалися 5 кандидатів:
| Фото | ПІБ                                                  | Суб'єкт висування                   | Місце роботи, посада, партійність, місце проживання | Дата реєстрації | Дата скасування реєстрації | Кандидат, на чию підтримку знявся |
| ---- | ---------------------------------------------------- | ----------------------------------- | --- | --------------- | -------------------------- | --------------------------------- |
|      | Садовий Андрій Іванович Відомості про кандидата      | Об'єднання «Самопоміч»              | Львівський міський голова, член політичної партії «Об'єднання „Самопоміч“», проживає у Львові                                                                                                | 8 січня 2019    | 5 березня 2019             | Анатолій Гриценко                 |
|      | Кривонос Сергій Григорович Відомості про кандидата   | Воїни АТО                           | перший заступник командувача Сил спеціальних операцій Збройних сил України, безпартійний, проживає в Києві                                                                                   | 5 лютого 2019   | 7 березня 2019             | Петро Порошенко                   |
|      | Гнап Дмитро Володимирович Відомості про кандидата    | Сила людей                          | фізична особа — підприємець, член політичної партії «Сила людей», проживає в Києві | 8 лютого 2019   | 8 березня 2019             | Анатолій Гриценко                 |
|      | Добродомов Дмитро Євгенович Відомості про кандидата  | Громадський рух «Народний контроль» | народний депутат України, секретар Комітету Верховної Ради України з питань запобігання і протидії корупції, член політичної партії «Громадський рух „Народний контроль“», проживає у Львові | 25 січня 2019   | 8 березня 2019             | Анатолій Гриценко                 |
|      | Мураєв Євгеній Володимирович Відомості про кандидата | Наші                                | народний депутат України, член політичної партії «Наші», проживає в Харкові | 15 січня 2019   | 8 березня 2019             | Олександр Вілкул                  |

### Відмовлено у реєстрації
ЦВК відмовила в реєстрації 48 кандидатам, які порушили порядок висунення або їхні документи не відповідали нормам законодавства.
- Ратуш В. Б.[цвк 53][цвк 54]
- Велідченко В. І.[цвк 55]
- Фаренюк С. Г.[цвк 56]
- Василенко В. Д.[цвк 57]
- Боярський Ю. М.[цвк 58]
- Рекало П. Я.[цвк 59][цвк 60]
- Черкасов К. Г.[цвк 61]
- Лебединець В. В.[цвк 62]
- Приданов О. М.[цвк 63]
- Ковальчук О. Г.[цвк 64]
- Блащук В. Ю.[цвк 65]
- Потапов Д. В.[цвк 66]
- Гоков О. П.[цвк 67]
- Чопей В. В.[цвк 68]
- Тіщенко О. О.[цвк 69]
- Андрухів Є. І.[цвк 70]
- Пилипенко Н. І.[цвк 71]
- Жамойдо О. Л.[цвк 72]
- Касьяненко Д. Л.[цвк 73]
- Качановська Я. П.[цвк 74]
- Симоненко П. М.[цвк 75]
- Костанчук Т. Д.[цвк 76]
- Земська Н. В.[цвк 77]
- Галан О. Г.[24]
- Кобилинський М. І.[цвк 78]
- Таранець М. С.[цвк 79]
- Губенко А. І.[цвк 80]
- Касьяненко Б. П.[цвк 81]
- Марущинець В. І.[цвк 82]
- Сахно Б. М.[цвк 83]
- Гончаров А. О.[цвк 84]
- Українчук Л. І.[цвк 85]
- Качайло І. І.[цвк 86]
- Миролюб Н. А.[цвк 87]
- Іваницький Ю. П.[цвк 88]
- Голосний М. І.[цвк 89]
- Юрченко Ю. І.[цвк 90]
- Збираник Є. М.[цвк 91]
- Рачок А. В.[цвк 92]
- Спіріна О. І.[цвк 93]
- Сухіх І. А.[цвк 94]
- Опря С. О.[цвк 95]
- Булах М. Ю.[цвк 96]
- Кононенко В. В.[цвк 97]
- Олійник В. М.[цвк 98]
- Савченко Н. В.[цвк 99]
- Павліченко Д. О.[цвк 100]
- Сутковий А. М.[цвк 101]

## Політична підтримка кандидатів
Нижче представлені особи, що розглядалися як потенційні кандидати на виборах Президента України, а також лідери політичних сил та очільники міських рад та областей, видатні українські громадські діячі, які підтримали кандидатів на посаду Президента України на виборах 2019 року:
- Дмитро Ярош  (лідер "ДІЯ) — підтримав Руслана Кошулинського[25]
- Олег Тягнибок  (лідер ВО Свобода) — підтримав Руслана Кошулинського[26]
- Червак Богдан (голова ОУН) — підтримав Руслана Кошулинського[27]
- Симчишин Олександр (мер м. Хмельницький) — підтримав Руслана Кошулинського[27]
- Марцінків Руслан (мер м. Івано-Франківськ)- підтримав Руслана Кошулинського[27]
- Надал Сергій (мер м. Тернопіль) — підтримав Руслана Кошулинського[27]
- Тарасенко Андрій (лідер «Правий Сектор») — підтримав Руслана Кошулинського[27]
- Шишкін Віктор (лідер «Суспільна Система»)- підтримав Руслана Кошулинського[27]
- Ніцой Лариса — підтримала Руслана Кошулинського[27]
- Іллєнко Андрій — підтримав Руслана Кошулинського[27]
- Сич Олександр — підтримав Руслана Кошулинського[27]
- Брати Капранови — підтримали Руслана Кошулинського[27]
- Мухарський Антін — підтримав Руслана Кошулинського[27]
- Симчич Мирослав — підтримав Руслана Кошулинського[27]
- Дячун Теодор — підтримав Руслана Кошулинського[27]
- Василь Гацько — підтримав Анатолія Гриценка[28]
- Микола Катеринчук — підтримав Анатолія Гриценка[29]
- Микола Томенко — підтримав Анатолія Гриценка[29][30]
- Єгор Фірсов — підтримав Анатолія Гриценка[31]
- Віктор Чумак — підтримав Анатолія Гриценка[32]
- Олександр Солонтай — підтримав Анатолія Гриценка[33]
- Мішель Терещенко[34][35] — підтримав Андрія Садового[36]
- Леонід Кравчук — підтримав Юлію Тимошенко[37]
- Вадим Новинський — підтримав Олександра Вілкула[38]
- Михайло Добкін — підтримав Олександра Вілкула
- Вадим Рабінович — підтримав Юрія Бойка[39][40][41]
- Геннадій Кернес — підтримав Петра Порошенка[42]
- Геннадій Труханов — підтримав Петра Порошенка[43]
- Володимир Гройсман[44] — підтримав Петра Порошенка[45]
- Юрій Шухевич — підтримав Петра Порошенка[46]
- Віктор Ющенко — підтримав Петра Порошенка[47]
- Микола Азаров — підтримав Юрія Бойка, Олександра Вілкула та Володимира Зеленського.[48]

### Підтримка одним кандидатом іншого
- Сергій Тарута — 16 березня підтримав Юлію Тимошенко[49]
- Садовий Андрій — 1 березня підтримав Анатолія Гриценка[50]

### Підтримка кандидатів громадськими організаціями і політичними партіями
- ОУН — підтримали Руслана Кошулинського[51]
- Правий сектор — підтримали Руслана Кошулинського[51]
- Конгрес українських націоналістів — підтримали Руслана Кошулинського[51]
- С14 - підтримала Руслана Кошулинського[51]
- Тризуб (організація) — підтримала Руслана Кошулинського[27]
- «Сокіл» — підтримала Руслана Кошулинського[51]
- Ініціативна група «Першого грудня» — підтримала Петра Порошенка[52]
- Меджліс кримськотатарського народу — підтримав Петра Порошенка[53]
- «Відсіч» — підтримав Петра Порошенка[54]
- Українське лікарське товариство — підтримало Петра Порошенка[55]
- Асоціація медсестер Львівщини — підтримала Петра Порошенка[55]
- УНА-УНСО — у другому турі підтримала Петра Порошенка[56]

## Явка виборців

### Перший тур

Явка виборців по областях (І тур)

Явка виборців по округах (І тур)

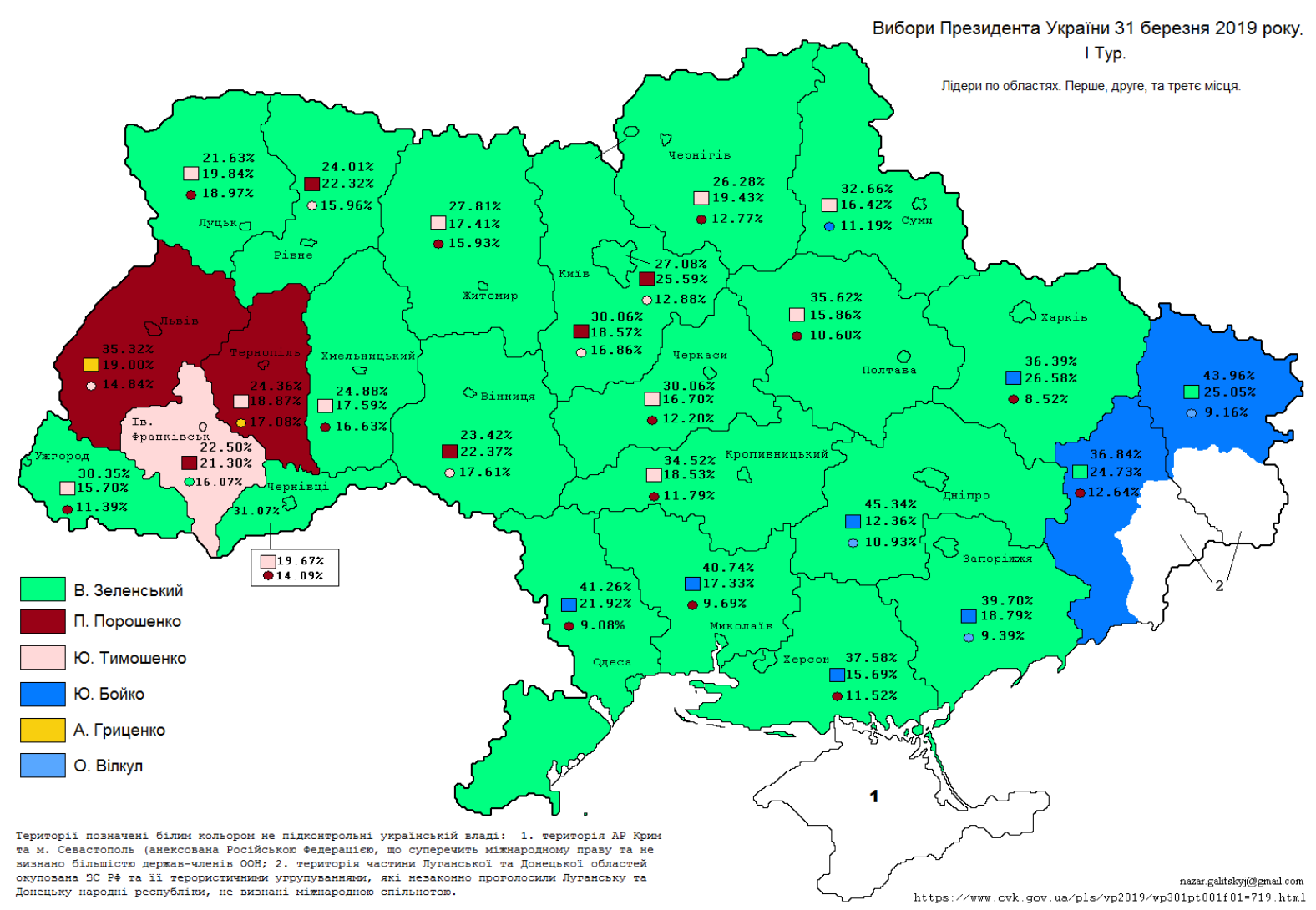
Вибори ПУ 2014 Лідери ОБЛ І ІІ ІІІ І тур

Станом на 11 годину явка виборців по Україні становила 16,65 %, найвища — у Запорізькій (20,74 %) та Луганській (20,60 %) областях, найнижча — у Закарпатській (8,26 %) та Чернівецькій (10,43 %) областях.
Станом на 15 годину явка становила 45,11 %, найвища — у Запорізькій (49,08 %) та Полтавській (48,82 %) областях, найнижча — у Закарпатській (29,28 %) та Чернівецькій (36,41 %) областях.
Станом на 20 годину явка становила 62,80 %, найвища — у Львівській (68,91 %) та Волинській областях (68,40 %) областях, найнижча — у Закарпатській (47,00 %) та Чернівецькій (56,10 %) областях
| Регіон                     | на 11:00 | на 15:00 | на 20:00 |
| -------------------------- | -------- | -------- | -------- |
| Вінницька область          | 16,87    | 46,74    | 65,07    |
| Волинська область          | 14,80    | 48,19    | 68,40    |
| Дніпропетровська область   | 19,49    | 48,69    | 66,00    |
| Донецька область           | 18,17    | 44,31    | 59,47    |
| Житомирська область        | 16,64    | 47,07    | 64,58    |
| Закарпатська область       | 8,26     | 29,28    | 47,00    |
| Запорізька область         | 20,74    | 49,08    | 64,37    |
| Івано-Франківська область  | 11,51    | 38,51    | 61,96    |
| Київська область           | 17,98    | 47,07    | 66,50    |
| Кіровоградська область     | 20,04    | 47,57    | 61,96    |
| Луганська область          | 20,60    | 45,05    | 56,78    |
| Львівська область          | 12,40    | 41,15    | 68,91    |
| Миколаївська область       | 19,00    | 45,80    | 60,20    |
| Одеська область            | 14,73    | 41,83    | 58,40    |
| Полтавська область         | 20,35    | 48,82    | 65,79    |
| Рівненська область         | 14,11    | 46,62    | 64,97    |
| Сумська область            | 19,20    | 48,11    | 64,45    |
| Тернопільська область      | 12,46    | 42,49    | 66,11    |
| Харківська область         | 17,07    | 45,93    | 64,53    |
| Херсонська область         | 18,88    | 43,76    | 57,65    |
| Хмельницька область        | 16,67    | 46,88    | 65,11    |
| Черкаська область          | 19,71    | 47,41    | 63,17    |
| Чернівецька область        | 10,43    | 36,41    | 56,10    |
| Чернігівська область       | 20,00    | 48,69    | 65,37    |
| м.Київ                     | 15,60    | 46,62    | 68,05    |
| Закордонний виборчий округ | —        | —        | 12,62    |
| Україна                    | 16,65    | 45,11    | 62,80    |

### Другий тур

Явка виборців по областях (ІІ тур)

Явка виборців по округах (ІІ тур)

| Регіон                     | на 11:00 | на 15:00 | на 20:00 |
| -------------------------- | -------- | -------- | -------- |
| Вінницька область          | 17,06    | 45,52    | 62,52    |
| Волинська область          | 13,99    | 43,77    | 64,25    |
| Дніпропетровська область   | 23,21    | 50,9     | 65,82    |
| Донецька область           | 20,89    | 44,82    | 57,21    |
| Житомирська область        | 17,42    | 44,63    | 61,15    |
| Закарпатська область       | 8,64     | 29,64    | 46,38    |
| Запорізька область         | 24,62    | 50,8     | 64,26    |
| Івано-Франківська область  | 10,81    | 37       | 59,86    |
| Київська область           | 19,61    | 47,93    | 64,21    |
| Кіровоградська область     | 22,53    | 47,73    | 60,53    |
| Луганська область          | 22,71    | 45,05    | 56,33    |
| Львівська область          | 12,14    | 40,34    | 67,34    |
| Миколаївська область       | 22,95    | 48,33    | 60,66    |
| Одеська область            | 17,35    | 43,96    | 58,94    |
| Полтавська область         | 22,53    | 50,37    | 64,88    |
| Рівненська область         | 13,84    | 42,26    | 60,72    |
| Сумська область            | 20,54    | 47,93    | 62,52    |
| Тернопільська область      | 11,6     | 40,79    | 63,9     |
| Харківська область         | 19,63    | 48,18    | 64,6     |
| Херсонська область         | 22,06    | 45,54    | 57,42    |
| Хмельницька область        | 15,89    | 44,85    | 62,64    |
| Черкаська область          | 21,04    | 47,34    | 60,91    |
| Чернівецька область        | 10,9     | 34,93    | 54,09    |
| Чернігівська область       | 20,13    | 48,55    | 62,6     |
| м.Київ                     | 16,45    | 46,14    | 65,86    |
| Закордонний виборчий округ | —        | —        | 13,33    |
| Україна                    | 18,15    | 45,26    | 62,06    |

## Екзит-поли

### Перший тур
| Назва/Замовник                                                                               | Хто проводить | Кількість дільниць у вибірці | Кількість респондентів | Зеленський | Порошенко | Тимошенко | Бойко  | Гриценко | Смешко | Ляшко | Вілкул | Кошул. | Інші кандидати |
| -------------------------------------------------------------------------------------------- | --- | ---------------------------- | ---------------------- | ---------- | --------- | --------- | ------ | -------- | ------ | ----- | ------ | ------ | -------------- |
| Національний екзит-пол [Архівовано 31 березня 2019 у Wayback Machine.]                       | КМІС, Центр Разумкова, ДемІніціативи                                                                                     | 400                          | 19 431                 | 30,6 %     | 17,8 %    | 14,2 %    | 9,7 %  | 7,1 %    | 6,5 %  | 4,7 % | 4,0 %  | 1,7 %  | 3,7 %          |
| Екзит-пол «ТСН» [Архівовано 31 березня 2019 у Wayback Machine.]                              | KANTAR TNS [Архівовано 3 грудня 2019 у Wayback Machine.] та Info Sapiens [Архівовано 31 березня 2019 у Wayback Machine.] | 600                          | 20 000                 | 30,1 %     | 18,5 %    | 14,0 %    | 9,1 %  | 7,6 %    | 6,6 %  | 5,0 % | 3,7 %  | —      | 5,4 %          |
| Екзит-пол телеканалів «112 Україна» та NewsOne [Архівовано 5 квітня 2019 у Wayback Machine.] | Центр «Соціальний моніторинг», УІСД                                                                                      | 500                          | 26 548                 | 30,9 %     | 18,8 %    | 13,7 %    | 10,0 % | 7,4 %    | 6,6 %  | 4,2 % | 3,3 %  | 2,0 %  | 3,1 %          |
| Екзит-пол СОЦИС [Архівовано 3 квітня 2019 у Wayback Machine.]                                | СОЦИС | 430                          | 15 405                 | 29,3 %     | 19,2 %    | 13,8 %    | 9,2 %  | 7,9 %    | 6,7 %  | 4,6 % | 3,3 %  | 2,3 %  | 3,7 %          |

### Другий тур
| Назва/Замовник                                                                               | Хто проводить | Кількість дільниць у вибірці | Кількість респондентів | Зеленський | Порошенко | Зіпсували бюлетень |
| -------------------------------------------------------------------------------------------- | --- | ---------------------------- | ---------------------- | ---------- | --------- | ------------------ |
| Національний екзит-пол [Архівовано 22 квітня 2019 у Wayback Machine.]                        | КМІС, Центр Разумкова, ДемІніціативи                                                                                     | 300                          | 14 561                 | 73 %       | 25,5 %    | 1,5 %              |
| Екзит-пол «ТСН» [Архівовано 22 квітня 2019 у Wayback Machine.]                               | KANTAR TNS [Архівовано 3 грудня 2019 у Wayback Machine.] та Info Sapiens [Архівовано 31 березня 2019 у Wayback Machine.] | 600                          | 20 000                 | 72,8 %     | 27,2 %    | —                  |
| Екзит-пол телеканалів «112 Україна» та NewsOne [Архівовано 5 квітня 2019 у Wayback Machine.] | New Image Marketing Group                                                                                                | 500                          | 16 000                 | 73,7 %     | 26,3 %    | —                  |

## Результати голосування

### Перший тур
Відсотки голосів за кандидатів:
У першому турі за даними ЦВК проголосувало 18 893 864 виборців. Кількість бюлетенів, визнаних недійсними, становить 1,18 %. Найбільшу кількість голосів здобув Володимир Зеленський — 30,24 % голосів виборців, на другому місці чинний Президент Петро Порошенко — 15,95 %, відповідно саме вони виходять у другий тур виборів 21 квітня. Відповідно до закону дебати між кандидатами повинні пройти 19 квітня.
| Кандидат               | % голосів | кількість голосів |
| ---------------------- | --------- | ----------------- |
| Володимир Зеленський   | 30,24     | 5 714 034         |
| Петро Порошенко        | 15,95     | 3 014 609         |
| Юлія Тимошенко         | 13,40     | 2 532 452         |
| Юрій Бойко             | 11,67     | 2 206 216         |
| Анатолій Гриценко      | 6,91      | 1 306 450         |
| Ігор Смешко            | 6,04      | 1 141 332         |
| Олег Ляшко             | 5,48      | 1 036 003         |
| Олександр Вілкул       | 4,15      | 784 274           |
| Руслан Кошулинський    | 1,62      | 307 244           |
| Юрій Тимошенко         | 0,62      | 117 693           |
| Олександр Шевченко     | 0,57      | 109 078           |
| Валентин Наливайченко  | 0,22      | 43 239            |
| Ольга Богомолець       | 0,17      | 33 966            |
| Геннадій Балашов       | 0,17      | 32 872            |
| Роман Безсмертний      | 0,14      | 27 182            |
| Віктор Бондар          | 0,11      | 22 564            |
| Юлія Литвиненко        | 0,10      | 20 014            |
| Юрій Дерев'янко        | 0,10      | 19 542            |
| Сергій Тарута          | 0,10      | 18 918            |
| Ігор Шевченко          | 0,09      | 18 667            |
| Інна Богословська      | 0,09      | 18 482            |
| Юрій Кармазін          | 0,08      | 15 965            |
| Володимир Петров       | 0,08      | 15 587            |
| Віталій Скоцик         | 0,08      | 15 118            |
| Сергій Каплін          | 0,07      | 14 532            |
| Олександр Мороз        | 0,06      | 13 139            |
| Віктор Кривенко        | 0,04      | 9243              |
| Василь Журавльов       | 0,04      | 8453              |
| Ілля Кива              | 0,03      | 5869              |
| Андрій Новак           | 0,02      | 5587              |
| Олександр Ващенко      | 0,02      | 5503              |
| Микола Габер           | 0,02      | 5433              |
| Олександр Соловйов     | 0,02      | 5331              |
| Руслан Ригованов       | 0,02      | 5230              |
| Олександр Данилюк      | 0,02      | 4648              |
| Віталій Купрій         | 0,02      | 4508              |
| Аркадій Корнацький     | 0,02      | 4494              |
| Сергій Носенко         | 0,01      | 3114              |
| Роман Насіров          | 0,01      | 2579              |
| визнані недійсними     | 1,18      | 224 600           |
| Всього                 | 100       | 18 893 864        |
| Явка / всього виборців | 62,88     | 30 047 302        |

### Підтримка лідерів за областями у першому турі
Підтримка лідерів (отримали більше ніж 10 % голосів виборців) за областями в цілому розподілилась нерівномірно. В. Зеленський найбільший відсоток отримав у південно-східних областях (за винятком Донбасу) та у Закарпатті, найменше за даного кандидата проголосували виборці у Галичині (Львівська, Тернопільська, Івано-Франківська області). П. Порошенко отримав найбільше голосів у галицьких областях, м. Києві, а також у Рівненській і Вінницькій областях. Відповідно, у південно-східних областях відсоток підтримки Порошенка найнижчий (за винятком частини Донбасу та Херсонської області). Ю. Тимошенко суттєву перевагу отримала лише у Івано-Франківській області, а найменший відсоток підтримки у неї на Донеччині, де безперечним лідером став Ю. Бойко.
|                           |  |                          |  |
| ↑ В. Зеленський (30.24 %) |  | ↑ П. Порошенко (15.95 %) |  |
|                           |  |                          |  |
| ↑ Ю. Тимошенко (13.40 %)  |  | ↑ Ю. Бойко (11.67 %)     |  |

### Другий тур

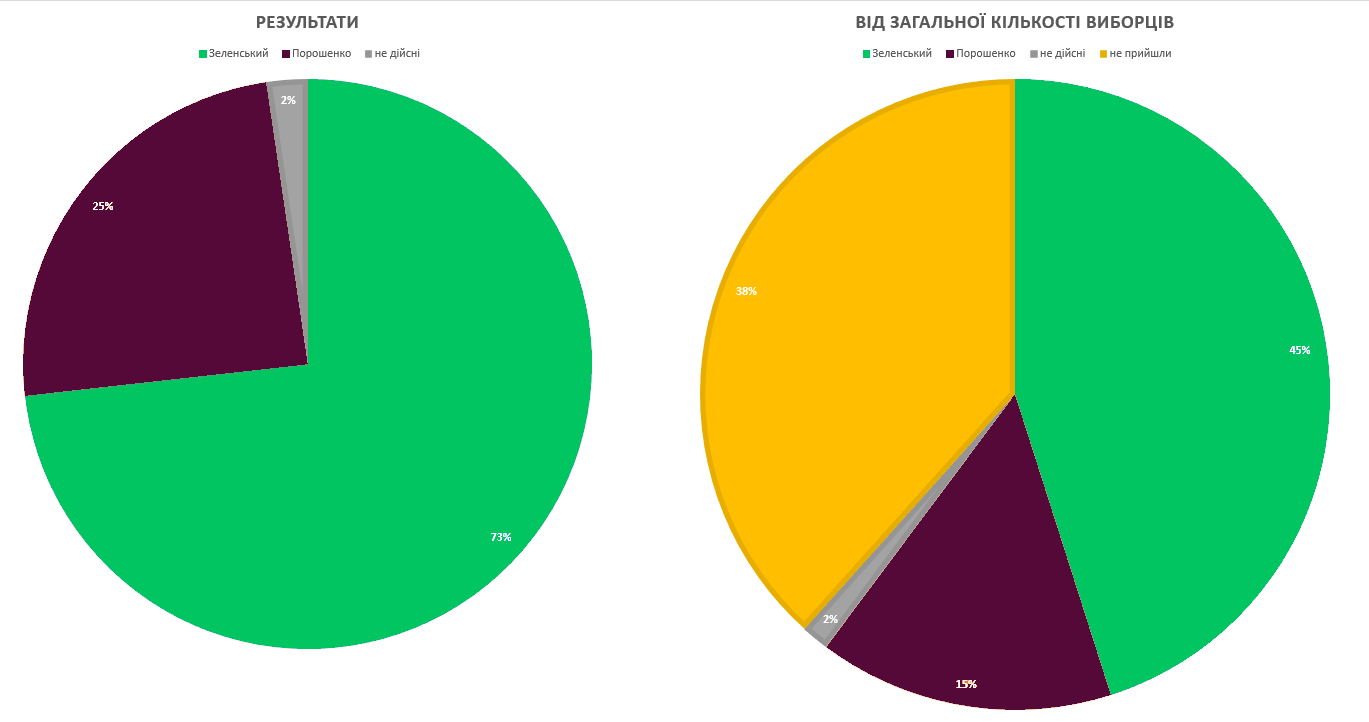
Співвідношення результатів за кількістю голосів

Результати повторного голосування ЦВК оголосила 30 квітня 2019 року.
| Кандидат               | % голосів | кількість голосів |
| ---------------------- | --------- | ----------------- |
| Володимир Зеленський   | 73,22     | 13 541 528        |
| Петро Порошенко        | 24,45     | 4 522 450         |
| визнані недійсними     | 2,31      | 427 841           |
| Всього                 | 100       | 18 491 837        |
| Явка / всього виборців | 61,42     | 30 105 004        |

| Регіон                     | Зеленський | Порошенко | Недійсні | Явка  |
| -------------------------- | ---------- | --------- | -------- | ----- |
| АР Крим                    | -          | -         | -        | -     |
| Вінницька область          | 62,97      | 34,74     | 2,29     | 62,52 |
| Волинська область          | 63,42      | 33,97     | 2,61     | 64,25 |
| Дніпропетровська область   | 87,25      | 10,81     | 1,94     | 65,89 |
| Донецька область           | 86,94      | 10,59     | 2,47     | 57,23 |
| Житомирська область        | 73,62      | 24,23     | 2,15     | 61,16 |
| Закарпатська область       | 80,67      | 16,69     | 2,64     | 46,38 |
| Запорізька область         | 86,55      | 11,51     | 1,94     | 64,26 |
| Івано-Франківська область  | 54,58      | 42,46     | 2,96     | 59,96 |
| Київська область           | 70,02      | 27,68     | 2,30     | 64,22 |
| Місто Київ                 | 60,17      | 36,95     | 2,88     | 65,85 |
| Кіровоградська область     | 80,47      | 17,51     | 2,02     | 60,53 |
| Луганська область          | 89,44      | 8,43      | 2,13     | 56,35 |
| Львівська область          | 34,49      | 62,79     | 2,72     | 67,34 |
| Миколаївська область       | 85,52      | 12,52     | 1,66     | 60,66 |
| Одеська область            | 87,21      | 10,60     | 2,19     | 58,95 |
| Полтавська область         | 82,15      | 15,62     | 2,23     | 64,90 |
| Рівненська область         | 60,06      | 37,49     | 2,45     | 60,70 |
| Сумська область            | 82,12      | 15,87     | 2,01     | 62,85 |
| Тернопільська область      | 50,43      | 46,64     | 2,93     | 64,05 |
| Харківська область         | 86,88      | 11,17     | 1,95     | 64,66 |
| Херсонська область         | 83,02      | 15,05     | 1,93     | 57,42 |
| Хмельницька область        | 70,80      | 26,83     | 2,37     | 62,67 |
| Черкаська область          | 77,43      | 20,13     | 2,44     | 60,93 |
| Чернівецька область        | 75,87      | 21,64     | 2,49     | 54,09 |
| Чернігівська область       | 77,80      | 19,99     | 2,21     | 62,61 |
| Закордонний виборчий округ | 43,78      | 54,73     | 1,49     | 13,33 |
| УКРАЇНА                    | 73,23      | 24,46     | 2,31     | 61,37 |

## Статистичні дані
Голова ЦВК Тетяна Сліпачук заявила, що заяви про реєстрацію кандидатами у президенти України на виборах 2019 подало в два рази більше осіб, ніж на виборах 2014 року. Президентські вибори 2019 року стали рекордними за кількістю кандидатів у президенти, до цього рекордним був 2004 рік, коли за президентське крісло змагались 26 осіб.
- Кількість зареєстрованих кандидатів: 39, з яких 35 чоловіків і 4 жінки;
- Партійність: висуванці від партії — 19 кандидатів, 20 — самовисуванці, 18 не входять до складу будь-якої політичної сили;
- Місце роботи: 14 кандидатів є народними депутатами, лише 2 кандидати (Литвиненко і Новак) є безробітними, а місце роботи Романа Насірова не вказано.[65]

ЦВК зареєструвала рекордно велику кількість засобів масової інформації, які подали документи на акредитацію для висвітлення виборчого процесу (у загальній кількості — 19 ЗМІ, з них 12 зарубіжних, сім вітчизняних).

## Спостерігачі

### Міжнародні
Офіційні спостерігачі від іноземних держав та міжнародних організацій, зареєстровані станом на 21 квітня:
| Держава            | Кількість спостерігачів |
| США                | 65                      |
| Польща             | 45                      |
| Франція            | 17                      |
| Словаччина         | 16                      |
| Німеччина          | 13                      |
| Литва              | 8                       |
| Японія             | 7                       |
| Йорданія           | 6                       |
| Чехія              | 5                       |
| Швеція             | 5                       |
| Іспанія            | 4                       |
| Аргентина          | 3                       |
| В'єтнам            | 3                       |
| Канада             | 3                       |
| Норвегія           | 3                       |
| Туреччина          | 3                       |
| Австрія            | 2                       |
| Бельгія            | 2                       |
| Португалія         | 2                       |
| Азербайджан        | 1                       |
| Молдова            | 1                       |
| Швейцарія          | 1                       |
| Загальна кількість | 215                     |

| Назва міжнародної організації                                                                 | Кількість спостерігачів |
| Бюро демократичних інститутів і прав людини Організації з безпеки та співробітництва в Європі | 997                     |
| Європейська мережа організацій зі спостереження за виборами (ENEMO)                           | 384                     |
| Світовий Конґрес Українців                                                                    | 249                     |
| Міжнародна неурядова організація «CANADEM»                                                    | 203                     |
| Парламентська асамблея Організації з безпеки і співробітництва в Європі                       | 124                     |
| Національний Демократичний Інститут Міжнародних Відносин                                      | 101                     |
| Український конґресовий комітет Америки                                                       | 88                      |
| Громадська спілка «Міжнародне Співтовариство з Прав Людини»                                   | 65                      |
| Міжнародний республіканський інститут (МРІ)                                                   | 55                      |
| Комітет «За відкриту демократію»                                                              | 49                      |
| Парламентська асамблея Ради Європи                                                            | 42                      |
| Міжнародна організація «Silba — Ініціатива за діалог і демократію»                            | 32                      |
| Благодійний фонд «Міжнародна комісія з прав людини»                                           | 29                      |
| Парламентська асамблея НАТО                                                                   | 23                      |
| Європейський парламент                                                                        | 16                      |
| Міжнародний експертний центр виборчих систем (ICES)                                           | 13                      |
| Європейська платформа за демократичні вибори                                                  | 6                       |
| Організація за Демократію та Економічний Розвиток — ГУАМ                                      | 6                       |
| Європейський Союз                                                                             | 3                       |
| Загальна кількість                                                                            | 2485                    |

## Спроби втручання у виборчий процес
В ефірі телепрограми «Свобода слова» керівник ДКІБ СБУ Олександр Климчук зазначив, що РФ буде намагатися втрутитися у виборчий процес. За його словами, основні зусилля будуть спрямовані на кібернетичні атаки на об'єкти критичної інфраструктури (електронні системи ЦВК, об'єкти транспорту, енергетики тощо) та інформаційні впливи на громадян (вплив через інтернет-ресурси, соцмережі). Він зазначив, що набутий з 2014 року досвід та оновлення технічної бази дає можливість СБУ ефективно протидіяти кібератакам.
|                     | За 2018 рік було заблоковано близько 300 кібератак. Деякі з них за своїми наслідками могли бути не менші, ніж вірус Petya A — зокрема й атака на енергетику, вірус Grey Energy, який був послідовником Black Energy, цього року ми заблокували, |
| — зазначив Климчук. | |

На час виборів була створена робоча група з представників ЦВК, СБУ та ДССЗЗІ, яка зробила технічний аналіз і аудит систем ЦВК та забезпечувала безпеку цих систем
Голова передвиборчого штабу кандидата у президенти Анатолія Гриценка Віктор Чумак заявив про прослуховування їх офісу та пред'явив засоби прослуховування у Верховній Раді України. На початку березня 2019 року схожі повідомлення з'явились щодо кандидата Володимира Зеленського — біля офісу студії «Квартал 95» МВС України було знайдено прослуховувальне обладнання, що належить СБУ, проте СБУ одразу ж заявили про підрив операції проти невідомої людини.
Представник Бюро з демократичних інститутів і прав людини (БДІПЛ) ОБСЄ Томас Раймер заявив, що росіян виключать зі списку спостерігачів на виборах в Україні.
У січні ‒ березні 2019 року СБУ викрила та припинила протиправну діяльність розгалуженої та глибоко законспірованої агентурної мережі інтернет-агітаторів, які діяли через соціальні мережі «Facebook», «ВКонтакте» та «Twitter», поширюючи в мережі Інтернет матеріали, спрямовані на штучне загострення суспільно-політичної ситуації напередодні та під час проведення президентських виборів. До цієї групи входили жителі Київської, Одеської, Миколаївської, Запорізької, Дніпропетровської, Сумської та Чернігівської областей. Зафіксували 17 фактів втручання російських спецслужб у виборчі процеси в країні через проплачене поширення фейкової інформації.
У лютому фахівці Ситуаційного центру забезпечення кібербезпеки ДКІБ СБУ у взаємодії зі співробітниками Центральної виборчої комісії попередили масштабну кібератаку на комп'ютерне обладнання, що забезпечує роботу офіційного Інтернет-сайту ЦВК. За висновками експертів кібератака була спрямована на блокування доступу користувачів до інформації про підготовку до чергових виборів Президента України.
Під час виступу на відкритті регіонального центру забезпечення кібербезпеки в Одесі у травні 2019, заступник голови СБУ Олег Фролов відзначив, що СБУ вдалося попередити велику кількість хакерських атак на електронні системи ЦВК. Окремо він виділив інцидент від 28 травня, коли на адресу ЦВК нібито від одного із відомств Малайзії стали надходити листи з шкідливим кодом. Вдалося встановити, що організаторами цієї атаки були російськомовні хакери, тому, на його думку, можна стверджувати, що попереджено чергову провокацію саме з боку російських спецслужб.

## Скандали
На виборах 2019 активно задіяні технології прямого і непрямого підкупу виборців. Схема докупівлі кількох відсотків голосів може спрацювати непомітно — через мережі депутатів-мажоритарників і представників органів самоврядування. Так, напередодні виборів правоохоронці відкрили кримінальні справи щодо підкупу голосів виборців, які стосуються чотирьох кандидатів у президенти. Як повідомив глава МВС Арсен Аваков, поліція отримала повідомлення про підкуп на користь кандидатів Петра Порошенка, Юлії Тимошенко, Сергія Тарути та Анатолія Гриценка. Також в Одеській області ліквідовано мережу підкупу виборців на користь кандидата на пост президента Юлії Тимошенко. Відбулася спроба підкупу кандидата Юрія Тимошенка. Кандидату пропонували 5 млн гривень (у доларовому еквіваленті) за зняття кандидатури, замовником є народний депутат Валерій Дубіль. Також за заявою директора соціологічної служби «Український барометр» Віктора Небоженка, проти кандидата Тимошенко було одразу кілька технічних кандидатів-спойлерів, навіть однофамілець.

## Другий тур

### Дебати

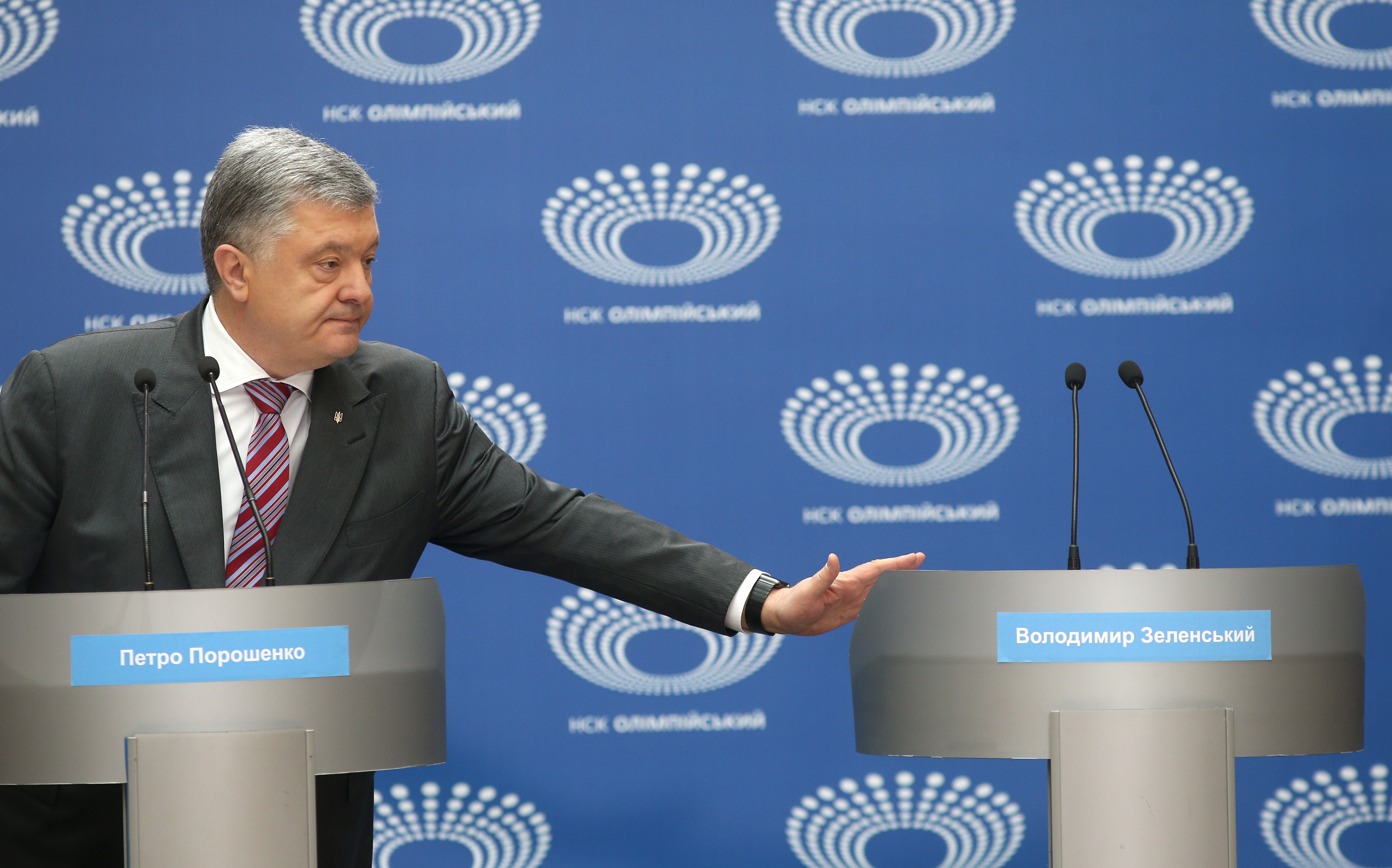
Петро Порошенко на НСК «Олімпійський» 14.04.2019

Після першоквітневої пропозиції провести дебати кандидатам від Національної суспільної телерадіокомпанії України і Петро Порошенко, і Володимир Зеленський погодилися, але пізніше політконсультант штабу шоумена Дмитро Разумков уточнив цю позицію:
|  | Питання у тому, чи це потрібно, а окрім того, дуже не хочеться іти на поводу у когось. Коли тебе намагаються затягнути у цей процес, бо думають, що розумніші. |

Увечері 3 квітня Володимир Зеленський записав відеозвернення, де він заявив, що згоден на дебати за певних умов:
|  | Чекаю на вас тут, на НСК «Олімпійський». Дебати відбудуться перед народом України. Усі канали мають право транслювати дебати наживо, усі журналісти мають право бути присутніми. Кандидати повинні обов’язково пройти експертизу і довести народу, що серед них немає ні алкоголіків, ні наркоманів. Країні потрібен здоровий президент. Даю вам 24 години. Думай-те. |

Вранці 4 квітня Петро Порошенко відповів на це звернення:
|  | Правила дебатів прописані в законі про вибори Президента, почитайте, будь ласка. Вони можуть відбуватися на базі Суспільного телебачення з трансляцією по всіх телеканалах для десятків мільйонів людей. Але стадіон, так стадіон. |

5 квітня обидва кандидати здали аналізи.

#### Перша розмова із Порошенком
11 квітня 2019 року Петро Порошенко прийшов на зйомки передачі на каналі 1+1. Він запропонував ведучим зв'язатися із Володимиром Зеленським, щоб розпочати дебати. Ведучі дозвонилися до Володимира і намагалися залучити його до дебатів. Але Зеленський повідомив, що перебуває у Франції і готовий прийти на дебати лише 19 квітня на стадіоні і кинув слухавку.

#### Дебати 19 квітня на стадіоні
19 квітня 2019 року пройшли дебати Порошенка й Зеленського на стадіоні «Олімпійський». Перша частина тривала 34 хвилин (з 36 запланованих). Після цього кожному було надано по 1 хвилині для заключного слова.
Дебати онлайн на Ютубі дивилося більше 350 тис. глядачів (на каналі «112»), і по 100 тис. на «Прямому» та каналі «ZIK».

#### Дебати 19 квітня в студії Суспільного телебачення
Порошенко виступав у студії один, оскільки Зеленський не приїхав, попередивши про це.

### Скандали

#### Здача аналізів
Зеленський запропонував, а Петро Порошенко підтримав здачу аналізів на наявність алкоголю та наркотиків в організмі. 4 квітня у штабі Порошенка повідомили, що він планує здати аналізи 5 квітня у медпункті стадіону НСК «Олімпійський», до чого він закликав і свого опонента Зеленського. Однак, у штабі Володимира повідомили, що вони не довіряють медпункту, оскільки, він перебуває під контролем людей у владі та під їхнім тиском. Тому він планує здати аналізи в клініці «Eurolab». Вранці 5 квітня Володимир Зеленський здав аналізи у приватній клініці, а Петро Порошенко — у медичній частині стадіону «Олімпійський». Стало також відомо, що одним з власників приватної клініки «Eurolab», де здав аналізи Зеленський, є Андрій Пальчевський — російсько-український підприємець та телеведучий, який відкрито підтримує його на президентських виборах. Також він був заступником міністра молоді та спорту Рафіля Сафіулліна за часів президента Віктора Януковича.
При публікації аналізів Зеленського було помічено, що на бланку із його аналізами стоїть дата 2 квітня 2019, а мала б бути 5 квітня. Пізніше було опубліковано аналізи із датою 5 квітня. Володимир Кличко запропонував здати аналізи в міжнародну лабораторію Всесвітнього антидопінгового агентства (WADA). Але згодом з'ясувалося, що це не WADA, а VADA (Добровільна антидопінгова асоціація), яка не має жодного відношення до WADA, тому Володимир Зеленський знехтував його пропозицією. Натомість Петро Порошенко 10 квітня повторно здав аналізи ще й комісарам VADA.
Здача аналізів викликала активність в соцмережах. Кілька днів користувачі обговорювали цю подію і намалювали велику кількість фотожаб.

#### Фото із Путіним
Для агітації проти Зеленського було фото Порошенка із Путіним. Однак, така реклама не сподобалася багатьом українцям і від неї вирішили відмовитися.

#### Ролик з погрозою вбивства
10 квітня 2019 року на телеграм-каналі ассоційованому з Петром Порошенком з'явився ролик, в якому Зеленського збиває Камаз і показується доріжка з білою речовиною, натякаючи на наркотик[https://www.pravda.com.ua/news/2019/04/11/7211893/]. 11 квітня Нацполіція відкрила кримінальне впровадження за статтею 346 Кримінального кодексу України (погроза або насильство щодо державного чи громадського діяча). Досить швидко ролик видалили. Адміністрація Порошенка так і не пояснила, як ролик виявився на їхньому Telegram-каналі.